# Quidditch
Quidditch je čarovniški šport iz serije romanov o Harryju Potterju pisateljice J. K. Rowling. V njem dve ekipi s po sedmimi igralci na letečih metlah skušata doseči čim večje število točk. Ekipi točke dosegata na dva načina: zasledovalci si podajajo lokl in skušajo doseči gole, kar jim skuša preprečiti nasprotni branilec. Tolkača medtem usmerjata štamfe, najpomembnejšo vlogo pa ima iskalec, ki lovi zlati zviz. S tem ko iskalec ujame zviz se igra konča, iskalčevi ekipi pa prinese število točk enako petnajstim golom.

## Pravila

### Pojmi
Igra se igra s štirimi žogami:
- lokl (usnje)
- dva štamfa (železo)
- zviz (zlato, baker)

Ekipo sestavlja sedem igralcev:
- trije zasledovalci
- branilec
- dva tolkača
- iskalec

### Potek igre
Zasledovalci si podajajo lokl in skušajo z njim doseči čim več golov. To storijo tako, da ga vržejo skozi enega izmed treh obročev nasprotne ekipe. To jim skuša preprečiti branilec nasprotne ekipe. Vsak gol je vreden 10 točk.
Tolkača s pomočjo štamfov, ki jih »usmerjata« s kiji, ovirata igralce nasprotne ekipe in varujeta svoje soigralce. Tolkači so pogosto zelo močni, pogosto pa prav oni povzročijo najhujše poškodbe. Štamfa sta začarana tako, da poskušata sklatiti čim več igralcev, vendar sta pri tem nepristranska.
Najpomembnejšo vlogo v ekipi pa ima iskalec, ki ga v knjigah igra Harry Potter. Iskalec skuša najti in ujeti zlati zviz, ki pa je zelo hiter in okreten ter ga je zato težko ujeti. Igra se konča, ko eden od iskalcev ujame zviz. To prinese njegovi ekipi 150 točk, večinoma pa tudi zmago.

### Igrišče
Mere
Igrišče je ovalne oblike, dolgo je 150 metrov (500 čevljev) in široko 54 metrov (180 čevljev), na sredini pa je majhen krog s premerom približno 60 centimetrov. Sodnik začne igro tako, da vse žoge spusti iz zabojev, lokl pa vrže v zrak v tem krogu.
Igrišča tekmovalci ne smejo zapuščati, sicer morajo predati lokl nasprotni ekipi. To pravilo so igralci prekršili na vsaki igri quidditcha doslej.
Vsaka ekipa ima na svojem koncu igrišča tri velike gole. To so veliki kovinski obroči, skozi katere morajo nasprotnikovi zasledovalci spraviti lokl. Del okoli teh treh obročev se imenuje strelsko območje, v katerega lahko vstopi le nasprotnikov zasledovalec z loklom. Priporočljivo je, da branilec tega območja ne zapušča.
Postavitev
Stadioni za quidditch so zaradi nevarnosti, da bi jih odkrili bunkeljni, pogosto v močvirjih, poleg tega pa jih varujejo tudi razni uroki, ki preprečujejo, da bi jih bunkeljni sploh videli.
Igrišče za svetovno prvenstvo je bilo tako skrbno zavarovano, da naj bi naključni bunkeljni, ki so zatavali mimo, zaradi velike količine urokov zmede kar pobegnili s prizorišča.
Družina Weasley je lastnik majhnega pašnika, obdanega z visokimi drevesi, kar jim omogoča igranje quidditcha, kljub temu pa morajo biti previdni, da ne uporabijo pravih žog, saj bi te lahko odtavale v bližnjo vas in povzročile nevšečnosti. Igranje v bližini bunkeljnov je torej možno, če čarovniki upoštevajo varnostne ukrepe.

### Žoge
Lokl
Lokl je bila prva žoga v quidditchu. Igra v svoji prvotni obliki ostalih žog ni poznala (igralci so točke dobili le z doseganjem golov), vendar pa so jih tekom stoletij zaradi zanimivosti dodali.
Na začetku je bil lokl le preprosta usnjena žoga, vendar so jo kmalu začeli izpopolnjevati. Potrebno jo je bilo držati v eni roki, zato so ji dodali usnjen trak ali lunkje za prste, da bi jo igralci lažje držali. Nato pa so leta 1875 odkrili urok oprijema in takšni dodatki več niso bili potrebni.
Lokl je škrlatne barve od leta 1711 naprej, ko so med zelo deževno tekmo ugotovili, da se usnje v blatu zelo slabo opazi.
Kmalu za tem pa je Daisy Pennifold dobila idejo, da bi lokl začarala tako, da bi proti tlem padal počasneje, saj so morali pred tem iskalci ves čas letati za njim proti tlom. Pennifoldin lokl je v uporabi še danes.
Štamf
Prvi štamfi so bili preprosti veliki kamni, kar pa je imelo veliko pomanjkljivost: s čarovnijo okrepljeni kiji tolkačev so lahko štamfe zdrobili, kar je pomenilo, da je tekmovalce do konca tekme po igrišču preganjal leteč pesek.
Prav zato so v zgodnjem 16. stoletju nekatere ekipe začele eksperimentirati s kovinskimi štamfi. V začetku so uporabljali predvsem svinčene štamfe, ki pa so se izkazali za preveč mehke, saj so kiji na njih puščali udrtine.
Dandanes so vsi štamfi železni, njihov premer pa je 10 inčev.
Štamfi so začarani tako, da skušajo sklatiti čim več igralcev, pri tem pa vedno napadajo igralca, ki jim je tisti trenutek najbližje. Prav zato je ena glavnih nalog tolkačev, da štamfe spravita čim dlje od svojih igralcev.
Zlati zviz
Zlati zviz je majhna, kot oreh velika žoga zlate barve, z majhnimi srebrnimi krilci. Njegova naloga je, da se čim dlje izmika iskalcema.
Ujetje zviza ekipi iskalca, ki ga je ujel, prinese 150 točk. Nobeden izmed drugih igralcev se zviza ne sme dotakniti, zato lahko tekme ob nesposobnih iskalcih trajajo zelo dolgo - tudi do nekaj mesecev.
Razvoj zviza, kot ga poznamo danes, se je začel leta 1269. Do takrat pri quidditchu zviza niso uporabljali in v vsaki ekipi je bilo le šest igralcev. Takrat pa je izredno bogat čarovnik na neko tekmo prinesel Zlatega žvižgača (majhen ptič), ter ponudil 150 guldov tistemu, ki ga ujame. Tekma se je sprevrgla v lov na ubogo žival, nato pa so jih začeli uporabljati na vsaki tekmi.
Kmalu pa so Zlati žvižgači postajali vedno bolj ogroženi in potrebno je bilo najti zamenjavo. Čarovnik Bowman Wright, izkušen alkimist, je izdelal zviz, ki je po obliki, izgledu in tehniki letenja posnemal žvižgača.
Posebnost zviza je tudi, da prepozna tistega, ki ga je prvi ujel. Torej tistega, ki se ga je prvi dotaknil. Izdelovalec zviza pri delu nosi rokavice, tako da se zviza ne dotakne. Ta posebnost je posebej aktualna v zadnji knjigi, ko zviz prepozna Harryja. To je zato, ker imajo zlati zvizi dotični spomin.

### Ekipa
Zasledovalec
V vsaki ekipi so trije zasledovalci, katerih glavna naloga je, da dosežejo čim večje število točk, tako da lokl spravijo skozi nasprotnikove obroče. Pogosto so najbolj uigrana trojica z ekipi in uporabljajo najrazličnejše trike ter zvijače, da bi se izognili nasprotnikom in dosegli zadetek.
Branilec
V vsaki ekipi je le en branilec, njegova glavna naloga pa je, da nasprotnikovim zasledovalcem onemogoča zadetke. Njegova naloga ni lahka, saj mora braniti tri velike obroče. Mora biti precej požrtvovalen, pogosto tudi trči z nasprotnikovimi zasledovalci. V preteklosti je bila ena najbolj priljubljenih taktik zasledovalcev »odbijanje«, pri čemer sta se dva izmed njih zaletela v nasprotnikovega branilca, tretji pa je z lahkoto dosegel gol. Kasneje so to taktiko zaradi prehudih poškodb branilcev prepovedali.
Tolkač
V vsaki ekipi sta dva tolkača, njuna naloga je odbijanje štamfov. S tem varujeta lastne soigralce in ogrožata nasprotnike (saj štamf vedno napade igralca, ki mu je najbližje). Tolkači so mišičasti in okretni, podobni bunkeljskim bejzbolistom ali kriketašem. Štamfi jim včasih razbijejo nosove, zato imajo starejši tolkači pogosto zelo obtolčene obraze.
Iskalec
Iskalec je najpomembnejši član ekipe, saj lahko sam spremeni potek tekme in ekipo izpred poraza popelje v veličastno zmago. Njegova edina naloga je, da ujame zlati zviz, zaradi česar mora biti majhen, spreten ter osredotočen na igro. Nasprotni igralci prav zaradi njegove pomembne vloge z njim niso prav nič nežni.

### Zvijače
Kot v vseh ostalih športih, so si tudi igralci quidditcha skozi stoletja igranja izmislili najrazličnejše zvijače, s katerimi skušajo doseči večje število zadetkov, ustrahovati nasprotnike, hitreje ujeti zviz itd.
Zahrbtni odboj
Pri zahrbtnem odboju tolkač odbije štamf, ki mu leti proti hrbtu. Tako preseneti nasprotnike, vendar pa je takšen odboj precej nenatančen.
Podopplani zamah
Za dvojni zamah je potrebna dobra koordinacija obeh tolkačev. Oba naenkrat odbijeta štamf, ki poleti v želeno smer z izjemno hitrostjo. Po imenu lahko sklepamo, da zvijača izvira iz germanskega dela Evrope.
Dvojna osmica
Dvojna osmica je tvegan, a priljubljen način, kako branilec zmede zasledovalca med izvajanjem prostega strela. V obliki dvojne osmice hitro obletava vse tri obroče in je pripravljen, da takoj pokrije kateregakoli izmed njih.
Napadalna formacija Orlova glava
Napadalno formacijo Orlova glava naj bi iznašel legendarni branilec in kapetan moštva Kenmare Kestrels. Zasledovalci se postavijo zelo blizu skupaj, tako da je tisti z loklom med drugima dvema, ki mu tako krijeta boke. Formacija je dobra za prodor skozi nasprotnikovo obrambo.
Parkinov primež
Pri Parkinovem primežu dva zasledovalca stisneta med sebe iskalca nasprotne ekipe, tretji pa se požene direktno nadenj. Imenuje se po prvotnih igralcih ekipe Wigtown Wanderers.
Plumptonova varka
Iskalec navidez malomarno zamahne z roko, tako da zviz ujame v rokav. Zvijača se imenuje po Rodericku Plumptonu, ki jo je izvedel na neki tekmi leta 1921 in ujel zviz po le 3,5 sekundah. Mnogi so prepričani, da je šlo le za slučaj, Roderic Plumpton pa je vse do svoje smrti trdil, da je to storil namerno.
Porskoffino zavajanje
Zasledovalec z loklom se vzpne nad nasprotnike in ti ga zasledujejo, saj mislijo, da jim želi pobegniti. Namesto tega pa poda lokl soigralcu pod sabo. Časovna usklajenost je izrednega pomena. Imenuje se po ruski zasledovalki Petrovi Porskoff.
Hrbtna podaja
Zasledovalec lokl za hrbtom poda soigralcu. Težka izvedba, saj je lokl precej velik.
Vrtinčast izmik
Igralec se izogne štamfu tako, da se obesi na spodnjo stran metle. Pomemben je občutek za ravnotežje, obvladanje metle in dober oprijem.
Morska zvezda in palica
Branilec visi z metle in se je drži z eno roko in eno nogo, vse ude pa ima iztegnjene. Tako brani veliko površino, vendar ni preveč okreten. Morska zvezda brez palice ni izvedljiva.
Transilvanski udarec
Transilvanski udarec je zamah proti obrazu nasprotnika, pri katerem pa med pestjo in obrazom ni dotika, zato prekrška ni. Zvijačo so transilvanci uporabljali že na svetovnem prvenstu leta 1473. Zvijačo je težko izvesti pravilno, saj je pri velikih hitrostih tudi nenameren kontakt dovolj, da nasprotnika zbije z metle.
Woollongongski ples
Zasledovalec z veliko hitrostjo leti v različne smeri, da se otrese nasprotnikov. Zvijačo so izpopolnili avstralski igralci ekipe Woollongong Warriors.
Wronskijev namig
Iskalec se z vso hitrostjo požene proti tlom, kakor da je ugledal zviz, tik pred tlemi pa se potegne iz pikiranja. Namen zvijače je, da nasprotnikov iskalec zleti na tla. Zvijača se imenuje po poljskem igralcu Josefu Wronskem.

## Igralci

### Znani igralci na Bradavičarki
Gryfondom
- Iskalci
  - Harry Potter
  - Charlie Weasley
  - Ginny Weasley (igrala tudi zasledovalko)
  - James Potter
- Branilci
  - Oliver Wood (kapetan)
  - Ron Weasley
- Zasledovalci
  - Angelina Johnson
  - Alicija Spinnet
  - Katie Bell
  - Ginny Weasley (igrala tudi iskalko)
- Tolkači
  - Fred in George Weasley

Spolzgad
- Iskalci
  - Draco Malfoy
  - Terence Higgs
- Branilci
  - Bletchley
- Zasledovalci
  - Marcus Flint
  - Adrian Pucey
  - Warrington
  - Montague
- Tolkači
  - Derrick
  - Bole
  - Crabbe in Goyle

Drznvraan
- Iskalci
  - Cho Chang
- Zasledovalci
  - Roger Davies (kapetan)

Pihpuff
- Iskalci
  - Cedric Diggory
- Zasledovalci
  - Zacharias Smith

### Svetovno znani igralci
- Bolgarija - podprvaki leta 1994
  - Dimitrov (zasledovalec)
  - Ivanova (zasledovalka)
  - Levski (zasledovalec)
  - Zograf (branilec)
  - Vulkanov (tolkač)
  - Volkov (tolkač)
  - Zmagoslaf Levy (iskalec)
- Združeno kraljestvo
  - Lynch (iskalec, kapetan)
  - Roderick Plumpton (iskalec)
- Irska - prvaki leta 1994
  - Troy (zasledovalec)
  - Mullet (zasledovalka)
  - Moran (zasledovalka)
  - Darren O'Hare (branilec, kapetan)
  - Ryan (branilec)
  - Connolly (tolkač)
  - Quigley (tolkač)
  - Aidan Lynch (iskalec)
- Poljska
  - Josef Wronski (iskalec)
- Rusija
  - Petrova Porskoff (zasledovalka)
- ZDA
  - Maksimus Brankovitch III (iskalec, kapetan)

## Ekipe

### Velika Britanija in Irska
Zaradi mnogih incidentov z bunkeljni (med najbolj znanimi incidenti je tudi primer, ko so igralci ekipe Banchory Bangers po tekmi ulovili zmaja ter ga uporabili kot maskoto), je Čarovniško ministrstvo za šport in igre leta 1674 izbralo 13 najboljših ekip, ostale pa razpustilo. Te ekipe sedaj igrajo v profesionalni ligi.
Appleby Arrows
- Začetek: 1612
- Dresi: svetlo modri
- Simbol: Srebrna puščica
- Pokali: ?
- Navijači: do leta 1894 so ob vsakem golu iz svojih čarobnih palic streljali puščice
- Zanimivosti: glavni tekmeci so Wimbourne Wasps
- Moto: ?

Ballycastle Bats
- Začetek: ?
- Dresi: črni
- Simbol: škrlaten netopir
- Pokali: 27
- Navijači: njihova maskota je Barny, sadjejedi netopir
- Zanimivosti: ?
- Moto: ?

Caerphilly Catapults
- Začetek: 1402
- Dresi: navpične svetlo zelene in škrlatne črte
- Simbol: ?
- Pokali: 18
- Navijači: ?
- Zanimivosti: njihov najslavnejši igralec, »Dangerous Dai« Llewellin je umrl na počitnicah (ubil ga je zmaj)
- Moto: ?

Chudley Cannons
- Začetek: ?
- Dresi: svetlo oranžni
- Simbol: topovska krogla in dvojni »C«
- Pokali: 21
- Navijači: še vedno upajo na preporod ekipe
- Zanimivosti: pokal so zadnjič osvojili leta 1892
- Moto: »Zmagali bomo!« (do leta 1972), »Prekrižajmo prste in upajmo na najboljše.« (od leta 1972)

Falmouth Falcons
- Začetek: ?
- Dresi: temno sivi in beli
- Simbol: sokolova glava
- Pokali: ?
- Navijači: ?
- Zanimivosti: so najbolj nasilna ekipa v ligi
- Moto: »Zmagajmo, če pa ne moremo, pa razbijmo par betic.«

Holyhead Harpies
- Začetek: 1203
- Dresi: temno zeleni
- Simbol: zlat krempelj
- Pokali: ?
- Navijači: ?
- Zanimivosti: so edina popolnoma ženska ekipa v ligi
- Moto: ?

Kenmare Kestrels
- Začetek: 1291
- Dresi: zeleni
- Simbol: dvojni rumen »K«
- Pokali: ?
- Navijači: njihove maskote so Irski škretljci leprechuani
- Zanimivosti: njihov kapetan in branilec Darren O'Hare naj bi iznašel napadalno formacijo »Orlova glava«
- Moto: ?

Montrose Magpies
- Začetek: ?
- Dresi: črno-beli
- Simbol: sraka
- Pokali: 32
- Navijači: zaradi uspešnosti imajo navijače po vsem svetu
- Zanimivosti: njihova najboljša iskalka si je želela hitrejšega zviza, saj naj bi bili vsi sedanji prepočasni
- Moto: ?

Pride of Portree
- Začetek: 1292
- Dresi: temno vijolični
- Simbol: zlata zvezda
- Pokali: ? (vsaj 2)
- Navijači: navijači jih kličejo kar »Ponosi«
- Zanimivosti: v ekipi igra hčerka najbolj znane iskalke v zgodovini kluba
- Moto: ?

Puddlemere United
- Začetek: 1163
- Dresi: temno modri
- Simbol: dva zlata prekrižana cvetova močvirske rastline
- Pokali: ?
- Navijači: ?
- Zanimivosti: pevka Celestina Warbeck je pred kratkim posnela ekipni moto in tako zbrala dobrodelne prispevke za bolnišnico svetega Munga
- Moto: »Zabijte tiste štamfe, fantje, podajte lokl sem!«

Tutshill Tornados
- Začetek: 1520
- Dresi: nebesno modri
- Simbol: dvojni temno modri "T"
- Pokali: ? (najmanj 5)
- Navijači: ?
- Zanimivosti: iskalec Roderick Plumpton ima rekord v ujetju zviza, ki ga je ujel le 3,5 sekunde po začetku tekme
- Moto: ?

Wigtown Wanderers
- Začetek: 1422
- Dresi: krvavo rdeči
- Simbol: srebrn nož za rezanje mesa
- Pokali: ?
- Navijači: ?
- Zanimivosti: ekipo je ustanovilo 7 otrok mesarja, potomci katerih pogosto igrajo v ekipi
- Moto: ?

Wimbourne Wasps
- Začetek: 1312
- Dresi: vodoravne rumene in črne črte
- Simbol: osa
- Pokali: 18
- Navijači: (imenujejo se »Žela«) glasno oponašajo ose med nasprotnikovimi prostimi streli
- Zanimivosti: ekipa je dobila ime po incidentu, ko je eden od tolkačev proti nasprotni ekipi odbil osje gnezdo
- Moto: ?

### OstalaEvropa
Quidditch se je iz Irske najprej preselil v Anglijo, od tam naprej pa v sosednjo Francijo in Norveško. Finale svetovnega prvenstva med Transilvanijo in Flandrijo je najkrvoločnejši v zgodovini quidditcha.
Od takrat naprej svetovno prvenstvo poteka vsake štiri leta, vse do 17. stoletja pa so na njem tekmovale izključno evropske ekipe.
Bolgarija
Ena najbolj znanih ekip celinske Evrope so prav gotovo Vratsa Vultures, ekipa, ki je že sedemkrat zmagala na Evropskem prvenstvu. So pionirji dolgega strela (gol iz velike razdalje) in pogosto v ekipo sprejemajo mlade, obetavne igralce.
Francija
Trenutni zmagovalci francoske Lige so Quiberon Quafflepunchers, ki so znani po sijajni igri in po svojih živo rožnatih dresih.
Nemčija
Nemška ekipa Heidelberg Harriers je po besedah irskega kapetana Darrena O'Hara bojevita kot zmaj.
Luksemburg
Luksemburg je država z močno tradicijo quidditcha. Bigonville Bongers je ekipa, znana po močni napadalni igri in velikem številu doseženih zadetkov.
Portugalska
Portugalska ekipa Braga Broomfleet se je v svetu quidditcha uveljavila nedavno, zato še nimajo večjih uspehov. Kljub temu pa s svojevrstno igro veliko obetajo.
Poljska
Poljski iskalec Josef Wronski je prav gotovo eden najbolj inovativnih ter iznajdljivih iskalcev sveta, ki je nasprotnike vedno znal presenetiti.

### AvstralijainNova Zelandija
Nova Zelandija
Quidditch je na Novo Zelandijo nekje v 17. stoletju najverjetneje predstavila skupina herbologov, ki je po napornem dnevu odigrala tekmo quidditcha pred zbrano množico lokalnih čarovnikov ter čarovnic.
Najbolje poznana ekipa je prav gotovo Moutohora Macaws, ki je znana po svojih rumeno-modro-rdečih dresih, maskoti feniksu Sparkyju ter hitri in razkošni igri.
Avstralija
V Avstralijo je quidditch prišel nekje v 18. stoletju. Avstralija je popolna dežela za igranje quidditcha, saj ogromna nenaseljena območja outbacka ponujajo dobre možnosti za postavitev skritih quidditch igrišč.
V avstraliji prevladujeta ekipi Thundellara Thunderers in Woollongong Warriors, ki sta tradicionalno ena proti drugi izredno sovražno nastrojeni. Na njunih tekmah pogosto prihaja do izgredov.

### Afrika
Quidditch med afriškimi čarovniki, izvrstnimi alkimisti in astronomi, ni tako priljubljen kot v Evropi, vendar predvsem v zadnjem času pridobiva na popularnosti.
Uganda
Uganda je edina afriška država, ki je nastopala v svetovnem pokalu. Leta 1986 je ekipa Patonga Proudsticks remizirala z Motrose Magpies, kar je presenetilo javnost in napovedalo vzpon te ekipe.
Togo
Igralci ekipe Tchamba Charmers iz Toga so mojstri zahrbtne podaje.
Etiopija
Gimbi Giant-Slayers so dvakratni zmagovalci Afriškega pokala.
Tanzanija
Ekipa Sumbawanga Sunrays je v svetovnem merilu najbolj popularna afriška ekipa, ki s skupinskimi lupingi navdušuje množice po vsem svetu.

### Severna Amerika
Quidditch se je v 17. stoletju v Severno Ameriko preselil preko čarovniških imigrantov, ki so v novem svetu upali na manj predsodkov bunkeljske populacije. A iz Evrope so skupaj z imigranti prišli tudi proti-čarovniški predsodki, tako da se je quidditch širil le počasi in skrivoma.
Kanada
Kanada je domovina treh izmed najbolj uspešnih quidditch ekip na svetu: Moose Jaw Meteorites, Haileybury Hammers ter Stonewall Stormers. Prvim so v sedemdesetih skoraj prepovedali igranje, saj kljub opozorilom niso odnehali s preletavanjem bližnjih vasi po vsaki zmagi. Ker so iz metel poleg tega švigale še rdeče iskre, so mnogi bunkeljni to opazili in potrebnih je bilo veliko urokov pozabe.
ZDA
Quidditch v Združenih Državah Amerike ni tako popularen kot v Evropi, saj je tam dosti bolj razširjen sorodni quodpot.

### Južna Amerika
Tako kot v Severni mora quidditch za popularnost tudi v Južni Ameriki tekmovati s quodpotom. Verjetno je, da so quidditch na to celino prinesli evropski čarovniki, ki so tam nadzorovali populacijo zmajev.
Peru
Peru je prav gotovo država z najbolj izkušenimi igralci quidditcha, za katero se govori, da bo v manj kot desetih letih kot prva južnoameriška država osvojila svetovni pokal. Ekipa Tarapoto Treeskimmers je nedavno potovala po Evropi, kjer je naletela na mnoge navijače in privržence.
Argentina in Brazilija
Obe državi sta v prejšnjem stoletju že dosegli četrtfinale svetovnega prvenstva, vendar še čakata na višje uvrstitve.

### Azija
Quidditch v Aziji nikoli ni dosegel velike popularnosti, kar je predvsem posledica majhnega števila letečih metel na tej celini. Razlog za to je v tem, da kot prevozno sredstvo prevladujejo leteče preproge.
Indija, Pakistan, Bangladeš, Iran ter Mongolija
V teh državah se quidditch kot uraden šport še ni oprijel, čeprav ima med amaterskimi športniki precej privržencev.
Japonska
Japonska je med azijskimi državami skoraj edinstvena, saj tam quidditch že skoraj sto let pridobiva privržence. Kljub temu pa je japonska praksa, da ob porazu zažgejo svoje leteče metle, v očeh Evropskega komiteja za quidditch le zapravljanje kvalitetnega lesa. Japonska najpopularnejša ekipa, Toyohashi Tengu, že nekaj let tekmuje na najpomembnejših prvenstvih in leta 1994 je skoraj premagala Litvansko ekipo Gorodok Gargoyles.

## Prevodi
| Jezik                 | Quidditch                  | Zlati zviz                            | Lokl            | Štamf                |
| --------------------- | -------------------------- | ------------------------------------- | --------------- | -------------------- |
| Angleško (originalno) | Quidditch                  | Golden Snitch                         | Quaffle         | Bludger (Blooder)    |
| Bolgarsko             | Куидич (Kuidič)            |                                       |                 |                      |
| Češko                 | Famfrpál                   | Zlatonka                              | Camrál          | Potlouk              |
| Dansko                | Quidditch                  | Gyldne lyn                            | Tromler         | Smasher              |
| Estonsko              | Lendluudpall               |                                       |                 |                      |
| Finsko                | Huispaus                   | Kultasieppi (sieppi)                  | Kaato           | Ryhmy                |
| Francosko             | Quidditch                  | Vif d'or                              | Souaffle        | Cognard              |
| Grško                 | Κουίντιτς (Kuídits)        |                                       |                 |                      |
| Hebrejsko             | קווידיץ'                   | סניץ' הזהב                            | קואפל           | מרביצן               |
| Hrvaško               | Metloboj ('boj na metlah') | zlatna zvrčka                         | balun           | maljac               |
| Italijansko           | Quidditch                  | Boccino d'Oro                         | Pluffa          | Bolide (pl. Bolidi)  |
| Japonsko              | クィディッチ (Kwiditchi)   |                                       |                 |                      |
| Kitajsko              | 魁地奇                     | 金色飞贼/金探子                       | 鬼飞球/快浮     | 游走球/搏格          |
| Litvansko             | Kvidičas                   | Auksinis šmaukštas                    | Kritlis         | Muštukas             |
| Madžarsko             | Kviddics                   | Arany cikesz                          | Kvaff           | Gurkó                |
| Nemško                | Quidditch                  | Goldener Schnatz                      | Quaffel         | Klatscher            |
| Nizozemsko            | Zwerkbal                   | Gouden Snaai                          | Slurk           | Beuker               |
| Norveško              | Rumpeldunk                 | Gullsnoppen                           | Sluffen         | Klabber              |
| Poljsko               | Quidditch                  | złoty znicz                           | kafel           | tłuczek              |
| Portugalsko           | Quadribol ('štiri-žoge')   | Pomo de Ouro                          | Goles           | Balaços              |
| Romunsko              | Vâjthaţ                    | Hoţoaică aurie                        |                 | Balon ghiulea        |
| Rusko                 | Квиддич (Kviddič)          | Снитч (Snitč)                         | Квоффл (Kvoffl) | Бладжер (Bladžer)    |
| Slovaško              | Metlobal ('metlo-žoga')    |                                       |                 |                      |
| Srbsko                | Квидич / Kvidič            | Златна Скривалица / Zlatna Skrivalica | Квафл / Kvafl   | Блаџерка / Bladžerka |
| Švedsko               | Quidditch                  | gyllene kvicken                       | klonk           | dunkar               |